# Еліас Ліндгольм
Еліас Віктор Зебулон Ліндгольм (швед. Elias Viktor Zebulon Lindholm; 2 грудня 1994, м. Буден, Швеція) — шведський хокеїст, центральний/правий нападник. Виступає за «Кароліна Гаррікейнс» у Національній хокейній лізі.
Вихованець хокейної школи ХК «Євле». Виступав за «Брюнес» (Євле), «Кароліна Гаррікейнс», «Шарлотт Чекерс» (АХЛ).
В чемпіонатах НХЛ — 139 матчів (26+34), у турнірах Кубка Стенлі — 0 матчів (0+0).
У складі національної збірної Швеції учасник чемпіонату світу 2015 (8 матчів, 2+4); учасник EHT 2015 (2 матчі, 1+0). У складі молодіжної збірної Швеції учасник чемпіонатів світу 2013 і 2014. У складі юніорської збірної Швеції учасник чемпіонату світу 2012.
Батько: Мікаель Ліндгольм.
Досягнення
- Чемпіон Швеції (2012)
- Срібний призер молодіжного чемпіонату світу (2013, 2014)
- Срібний призер юніорського чемпіонату світу (2012)
- Чемпіон світу в складі національної збірної Швеції 2017.